# Mănăstirea Uspenia
Mănăstirea Uspenia este o mănăstire ortodoxă din România situată în satul Slava Rusă, județul Tulcea.
Este o mănăstire de rit vechi, cu hramul Adormirea Maicii Domnului.
A fost ridicată în secolul XVII de către călugării ruși ce s-au retras de pe locul unde astăzi se află Mănăstirea de maici Vovidenia.
Fiind scaunul unui episcop, mănăstirea e singurul lăcaș de cult din România, aflat în mediul rural, ce are rang de catedrală.
Ea este centrul Eparhiei de Slava din cadrul Bisericii Ortodoxe Ruse de Rit Vechi (a lipovenilor). Aici este înmormântat Nicodim Feodotov, al cincilea Mitropolit ortodox de rit vechi de Fântâna Albă (în perioada 1 octombrie 1924 - 15 octombrie 1926).